# Damernas värja vid olympiska sommarspelen 1996
Damernas värja-tävling i de olympiska fäktningstävlingarna 1996 i Atlanta avgjordes den 21 juli 1996.

## Medaljörer
| Event        | Guld                | Silver                | Brons                |
| Värja, damer | Laura Flessel (FRA) | Valerie Barlois (FRA) | Györgyi Szalay (HUN) |

## Resultat
| Placering | Fäktare                      | Land                   |
| --------- | ---------------------------- | ---------------------- |
| 1         | Laura Flessel-Colovic        | Frankrike              |
| 2         | Valérie Barlois-Mevel-Leroux | Frankrike              |
| 3         | Gyöngyi Szalay-Horváth       | Ungern                 |
| 4         | Margherita Zalaffi           | Italien                |
| 5         | Tímea Nagy                   | Ungern                 |
| 6         | Adrienn Hormay               | Ungern                 |
| 7         | Eva-Maria Ittner             | Tyskland               |
| 8         | Go Jeong-Jeon                | Sydkorea               |
| 9         | Claudia Bokel                | Tyskland               |
| 10        | Sophie Moressée-Pichot       | Frankrike              |
| 11        | Gianna Hablützel-Bürki       | Schweiz                |
| 12        | Katja Nass                   | Tyskland               |
| 13        | Viktorija Titova             | Ukraina                |
| 14        | Elisa Uga                    | Italien                |
| 15        | Oksana Jermakova             | Estland                |
| 16        | Leslie Marx                  | USA                    |
| 17        | Taymi Chappe                 | Spanien                |
| 18        | Maarika Võsu                 | Estland                |
| 19        | Marija Mazina                | Ryssland               |
| 20        | Karina Aznavurjan            | Ryssland               |
| 21        | Joanna Jakimiuk              | Polen                  |
| 22        | Heidi Rohi                   | Estland                |
| 23        | Jeva Vjbornova               | Ukraina                |
| 24        | Mirayda García               | Kuba                   |
| 25        | Yan Jing                     | Kina                   |
| 26        | Laura Chiesa                 | Italien                |
| 27        | Niki-Katerina Sidiropoulou   | Grekland               |
| 28        | Kim Hui-Jeong                | Sydkorea               |
| 29        | Julija Garajeva              | Ryssland               |
| 30        | Lee Geum-Nam                 | Sydkorea               |
| 31        | Helena Elinder               | Sverige                |
| 32        | Eva Fjellerup                | Danmark                |
| 33        | Rosa María Castillejo        | Spanien                |
| 34        | Minna Lehtola                | Finland                |
| 35        | Milagros Palma               | Kuba                   |
| 36        | Tamara Savić-Šotra           | Serbien och Montenegro |
| 37        | Nhi Lan Le                   | USA                    |
| 38        | Sarah Osvath                 | Australien             |
| 39        | Elaine Cheris                | USA                    |
| 40        | Noriko Kubo                  | Japan                  |
| 41        | Tamara Esteri                | Kuba                   |
| 42        | Yuko Arai                    | Japan                  |
| 43        | Michèle Wolf                 | Schweiz                |
| 44        | Mariette Schmit              | Luxemburg              |
| 45        | Sandra Kenel                 | Schweiz                |
| 46        | Nanae Tanaka                 | Japan                  |
| 47T       | Mitch Escanellas             | Puerto Rico            |
| 47T       | Henda Zaouali                | Tunisien               |